# Francisca Moreno
Francisca Moreno (10 de junio de 1978) es una exjugadora española de rugby. Fue internacional con la Selección española femenina y jugó para el C.D. Granada 2004. 

## Biografía
Francisca Moreno participó en el Torneo Seis Naciones femenino .
Fue seleccionada para la Copa Mundial de Rugby Femenina de 2006.

## Palmarés
- 10 internacionalidades con la Selección española (debutó el 4 de febrero del 2006 contra Irlanda)
- Varias participaciones en el Torneo Seis Naciones
- Participación en la Copa del Mundo de 2006